# Empogona lanceolata
Empogona lanceolata är en måreväxtart som först beskrevs av Otto Wilhelm Sonder, och fick sitt nu gällande namn av James Tosh och Elmar Robbrecht. Empogona lanceolata ingår i släktet Empogona och familjen måreväxter. Inga underarter finns listade i Catalogue of Life.